# CH Лебедя
CH Лебедя (CH Cygni, CH Cyg, HIP 95413, BD +49 2999) — красный гигант, переменная симбиотическая двойная звезда в созвездии Лебедя. Является ближайшей к Земле симбиотической звездой и одной из ярчайших, что делает эту звезду идеальной для изучения.

## Свойства
CH Лебедя обладает массой 2 массы Солнца и радиусом 280 радиусов Солнца. Звезда-компаньон, белый карлик обладает массой 0,75 массы Солнца, период обращения равен 5689 дням. CH Лебедя имеет спектральный класс M7IIIab + Be.

## История наблюдений
Самые ранние наблюдения CH Лебедя были проведены в 1890 году Пикерингом и Венделем при помощи фотометра Ричи; звезда была классифицирована как переменная звезда спектрального класса M6III в 1924 году. В 1963 году наблюдалось сильное излучение в линии водорода, что свидетельствовало о вероятном симбиотическом взаимодействии с белым карликом. Подобное излучение наблюдалось в 1965, 1967, 1977, 1992 и 1998 годах. Считалось, что в системе может содержаться третья звезда, затем эта гипотеза была опровергнута.
В 1984 году у CH Лебедя были обнаружены биполярные джеты, которые, вероятно, возникли вследствие аккреции вещества звезды-компаньона. Светимость звёздной системы значительно снизилась в 1986 году, вероятно вследствие выброса пыли джетами или при последующей гелиевой вспышке. Пыль рассеялась к 2002 году, при этом светимость вернулась на уровень до 1985 года.